# Jenu kurumba
Le jenu kurumba (ou jennu kurumba, autonyme naṅa maːtu « notre parler ») est une langue dravidienne, parlée par environ 35 000 Jēnu kuṟumba qui vivent  au Kerala, et dans les collines de Nilgiri situées dans l'État de Tamil Nadu, en Inde.